# Francisco João Silota
Francisco João Silota (ur. 17 czerwca 1941 w Zuoya) – mozambicki duchowny rzymskokatolicki, w latach 1990-2017 biskup Chimoio.

## Życiorys
Święcenia kapłańskie przyjął 11 sierpnia 1974. 18 stycznia 1998 został prekonizowany biskupem pomocniczym Beiry ze stolicą tytularną Musti. Sakrę biskupią otrzymał 26 czerwca 1988. 19 listopada 1990 został mianowany biskupem Chimoio. 2 stycznia 2017 przeszedł na emeryturę.